# 木瓜紋

まるにもっこう
丸に木瓜

木瓜紋（もっこうもん）は、日本の家紋や模様の1つであり、十大家紋の1つ。

## 概要
元は有職文様であり、瓜を輪切りにした断面や鳥の巣を図案化したとされており、子孫繁栄を祈る家紋である。
唐の時代の中国で使われた有職文様の1つである窠紋に由来する。中国では官服の布生地を織る際に異なる色の糸を決まった位置で表地に現れるようにして作られる文様で、窠紋では唐花紋が布地全体に並ぶ。日本での木瓜紋はこの窠紋の1つを取り出した意匠になっており、主に染織の技法が用いられた。中心に4弁の唐花を置き、周囲を外郭弁で囲んだものを基本としている。奈良時代以降主に刺繍によって制作されていたが、染色技術の進歩により繊細で複雑な模様の紋の制作が可能になった。唐花と同じ方向に置いた横置きの横木瓜を「木瓜」といい、竪の場合は「竪木瓜（たてもっこう）」という。外郭弁の数がウリやバラ科の花弁に倣う5弁であると五瓜（ごうり・ごか）、6弁では六瓜（ろくうり・むつか）、8弁では八瓜と呼ばれる。この木瓜紋に桐紋や蝶紋、文字紋などほかの家紋を組み合わせ「木瓜二つ引き」「丸木瓜」「竪（立ち）木瓜」「庵に木瓜」「三方木瓜」「四方木瓜」「剣木瓜」など多くの種類がある。五瓜の中心部を空白にした物を「瓜輪（うりわ）」という。「徳大寺木瓜」は1156年頃に内大臣であった徳大寺実能によって使用され始めたといわれている。

## 使用
秦氏の木工職人や源氏の武家に多く、武家関連の官職・家系を主とする家紋である。また平氏でも存在し、戦国武将である織田信長・織田氏の「織田木瓜」が存在する。
工藤氏（藤原氏に仕えた木工職）や末裔の伊東氏などには木瓜紋（「庵木瓜」）が見られる。
神紋として八坂神社の五瓜紋を始めとする全国の祇園神社の多くが木瓜紋を神紋としており、高良大社や養父神社などにも見られる。キュウリは木瓜とも書き、輪切りにした時の切り口が木瓜紋に似るという事から京都や博多などでは祇園祭の期間中にキュウリを食べないことを慣習としている地域もある。しかし『石城志』によると博多祇園山笠について「此祭りに胡瓜を食ふ事を禁ずべきのいわれなし」とある。
他には前述の織田氏の「織田木瓜」や堀田氏の「堀田木瓜」（石持ちに地抜き竪木瓜）などがある。五瓜では家により形状が違う場合、その家の名前を入れて「××瓜（うり・か）」と呼ぶことがあり、有馬氏の「有馬瓜」、大村氏の「大村瓜」、織田氏の「織田瓜」、太田氏の「太田瓜」などがある。六瓜では相良氏、小野寺氏の例が知られる。有馬氏の有馬瓜は標準的な五瓜の図案であったが、同一族の大村氏の大村瓜と混同した。他には朝倉義景（三つ盛木瓜）、滝川一益（丸に竪木瓜）、但馬氏などが使用していた。

木瓜
黒餅立ち木瓜
丸に竪木瓜
三つ盛木瓜 （但馬日下部氏）
中津木瓜
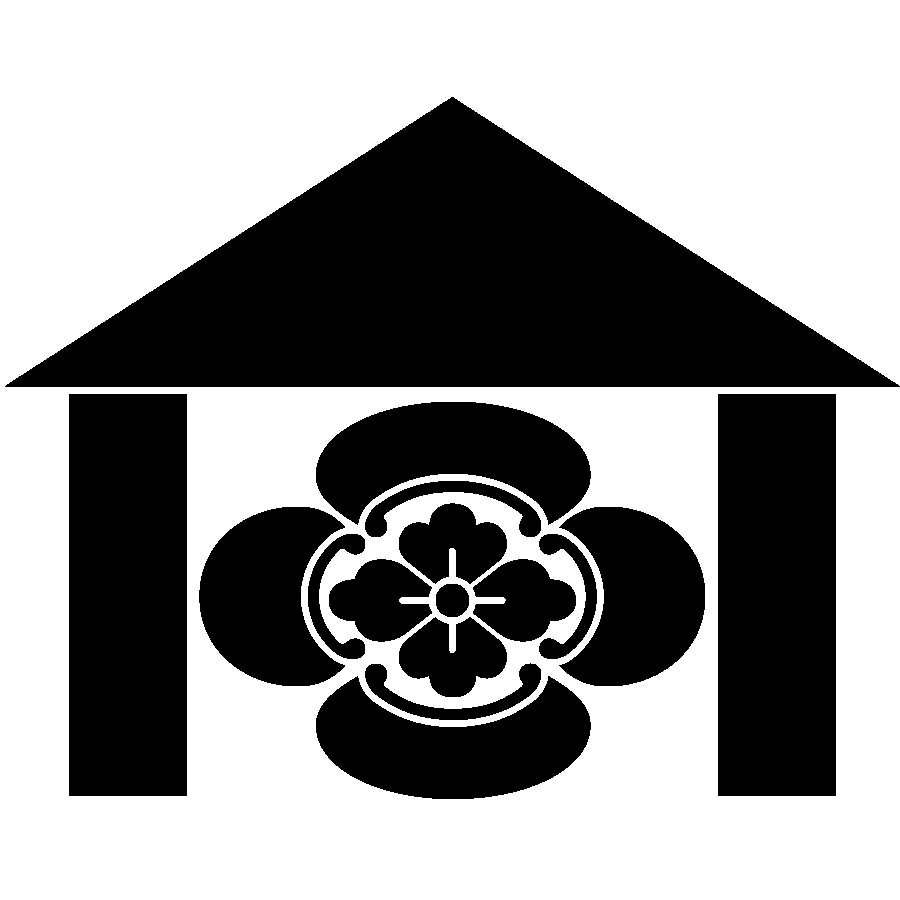
庵木瓜

織田木瓜 （五瓜に唐花）1
織田瓜 2
有馬瓜・大村瓜 （五瓜に剣唐花）
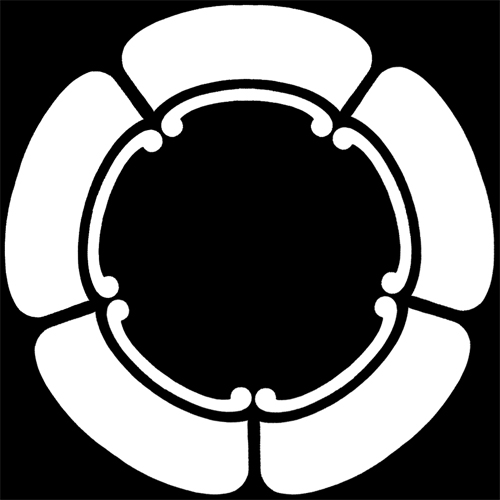
瓜輪